# ОШ „Свети Сава” Ниш
Основна школа Свети Сава у Нишу је осмогодишња школа која се налази у улици Гарсија Лорке ББ.

## Историјат
Према подацима са сајта ове школе, школа је отворена 1980. Ова основна школа је планирана да буде једна од највећих школа у Нишу и Србији. Грађевински пројекат израдила је Љиљана Давидовић, а педагошки пројекат тим стручњака на челу са проф. Др Милутином Ђорђевићем. У пројектовању и реализацији дата су многа функционална решења за савремену организацију наставе образовања и васпитања која су и данас школа "Свети Сава" у Нишу налази се у ширем центру града, на територији општине Медијана. У њеном окружењу налази се парк Светог Саве са црквом Цара Константина и Царице Јелене, Регионални центар за професионални развој запослених у образовању, зграда општине Медијана, Дом здравља, градска болница и вишенаменски спортски центар, објекти и установе које школа користи за остваривање образовно-васпитних циљева и задатака основног образовања и васпитањтипа, која својим радом треба да допринесе унапређивању образовно-васпитног рада и у осталим основним и средњим школама. Ту своју функцију и мисију успешно је остваривала у сарадњи са Педагошким заводом за унапређивање васпитања и образовања (институција која је угашена 1990. године). Од школске 1988/1989. године школа носи данашњи назив - Основна школа "Свети Сава". Смештена је на пространој површини од око 34500 м². Образовно-васпитни рад у школској 2013/14. изводила су 64 запослена наставника, од чега 23 у разредној и 41 у предметној настави. Настава је у потпуности стручно заступљена. Школа има петоро упошљених сарадника, и то: педагога, психолога, логопеда, библиотекара и медијатекара. У сарадњи са РО "Пчелица" у школи се изводи припремни предшколски програм у три предшколске групе, а обављају га васпитачи. У школи је организован и продужени боравак за ученике првог и другог разреда са којима раде три учитеља школе.

## Опремљеност
Школски простор рађен по систему блоковских макројединица, добар избор локације и велика површина за школско двориште, око три ипо хектара у огледној функцији, као и изградња објекта за рад Педагошког завода и Центра за усавршавање наставника. Првобитно, ова школа се звала Едвард Кардељ.
Школа је одувек била овде, није премештана. Учионички и кабинетски систем наставе нуди нова решења својом флексибилношћу и мобилношћу. Учионице и кабинети са припремним просторијама омогућавају групни и индивидуални рад ученика, припремање наставника и смештај учила и радног материјала. Ту је и савремено организовани простор за рад стручних сарадника и здравствене службе. У једном делу школског простора налази се спортски комплекс који чине фискултурна сала, сала за корективну гимнастику и свлачионице.Сале су опремљене лоптама, вратилима и разним фискултурним справама. Пре четири године направљен је и ограђен терен ѕа мали фудбал са вештачком травом. У приземљу зграде постоји посебан део за администрацију, наставнике и професоре. Последњих година уведене су нове беле табле који би требало да олакшају рад и побољшају фунционалност учитеља и наставника.

## Стручни и управни кадрови школе
Стручни органи
- наставничко веће
- педагошко веће
- стручно веће млађих разреда
- стручно веће наставника српског језика
- стручно веће наставника страног језика
- стручно веће наставника ликовне и музичке културе
- стручно веће наставника физичког васпитања
- стручно веће наставника историје и географије
- стручно веће наставника физике, хемије и биологије
- стручно веће наставника математике
- стручно веће наставника ТИО и информатике и рачунарства

Управни органи:
- школски одбор
- директор школе, као орган руковођења

Саветодавни орган:
- савет родитеља

## Дневна временска артикулација
|             | I Смена       | Мећусмена     | II Смена      |
| ----------- | ------------- | ------------- | ------------- |
| Први час    | 08.00 - 08.45 | 11.35 - 12.20 | 13.30 - 14.15 |
| Други час   | 08.50 - 09.35 | 12.25 - 13.10 | 14.20 - 15.05 |
| Трећи час   | 09.55 - 10.40 | 13.30 - 14.15 | 15.25 - 16.10 |
| Четврти час | 10.45 - 11.30 | 14.20 - 15.05 | 16.15 - 17.00 |
| Пети час    | 11.35 - 12.20 | 15.10 - 15.55 | 17.05 - 17.50 |
| Шести час   | 12.25 - 13.10 | 11.35 - 12.20 | 17.55 - 18.40 |

У школи је видно истакнут распоред часова редовне и изборне наставе и ваннаставних активности. Распоредом су искључене паузе ученика током дана. Функција распореда је да омогући континуирано одвијање многобројних активности ученика и наставника у школи. Такође, видно је истакнут и распоред писмених задатака и вежби у оквиру оних предмета којима је то закон допустио.Школа располаже довољним бројем наставних средстава, класичних и савремених, а иста су адекватна подршка наставницима у реализацији васпитно-образовних циљева.

## Специфичности
Захваљујући професорима, наставницима и учитељима, доста ученика је имало великих успеха из свих поља. Ова школа може да се похвали једном од најнапреднијих видео надзора у Србији, такође постоји обезбеђење које обезбеђују школе и њене ученике и особље 24 часа дневно, 7 дана у недељи. Такође, ова школа може да се похвали најмањом стопом насиља од свих школа у Нишу. Наставници показују изузетне резултате у примени одговарјаућих дидактичко-методичких решења на часу, као и стварању подстицајне атмосфере за рад. Наставници ефикасно управљају процесом учења на часу. Наставници се ученицима најчешће обраћају по имену и са уважавањем. Поштовање, емпатија и адекватно реаговање на међусобно неуважавање ученика прате рад наставника. Тон и начин обраћања показују да наставници разумеју осећања ученика и похвалама их подстичу да се јављају и буду активни током читавог часа.Школске оцене су у складу са резултатима на завршном испиту. Успех у школи на завршном испитује је изнад нивоа просека Републике.У школи постоји разрађен систем подршке ученицима у учењу, а ученици и родитељи су обавештени о томе у директној комуникацији, преко видно истакнутих обавештења и преко сајта школе. У школи постоји богат програм ваннаставних активности. Из тог рада проистекла су многобројна такмичења из свих наставних области, а школа може бити задовољна постигнутим.
Школа промовише здраве стилове живота, заштиту животне средине кроз различите активности наставника и ученика и уређења радног и животног простора. Школа је отворена за упис ученика из осетљивих група. За ученике са тешкоћама у учењу примењује се индивидуализовани приступ.
Школа је безбедно место за ученике, а школски простор задовољава како васпитно-образовне, тако и здравствено-хигијенске услове.
Продужени боравак као облик васпитно-образовног рада у школи, настао је 2003/04. школске године као потреба родитеља за збрињавањем своје деце, а затим и као педагошки задат вид рада са ученицима овог узраста. И у прошлој школској години била је то потреба и школе и родитеља, што се може видети из броја опредељеинх родитеља да своју децу, наше ученике повере васпитачима у боравку. У првом разреду је то било 46, а у другом 30.